# Leo Nielsen
Carl Leo Holger Nielsen (født 5. marts 1909 i Randers, død 15. juni 1968 i København) var en dansk amatørcykelrytter.
Leo Nielsen deltog ved OL 1928 i Amsterdam og i OL 1932 i Los Angeles. Han deltog ved begge lejligheder i landevejscykling individuelt og for hold. Individuelt opnåede han en 7. og en 9. plads, mens han for hold vandt guld sammen med Henry Hansen, Poul Sørensen og Orla Jørgensen i 1928 og sølv sammen med Henry Hansen og Frode Sørensen i 1932.
Hans øvrige registrerede resultater var:
- 1927: Danske mesterskaber, landevej, linjeløb – 2. plads
- 1930: Danske mesterskaber, landevej, linjeløb – 2. plads
- 1931: Danske mesterskaber, landevej, linjeløb – 2. plads
- 1931: Verdensmesterskaber, landevej, linjeløb – 3. plads
- 1932: Danske mesterskaber, landevej, linjeløb – 2. plads
- 1934: Danske mesterskaber, landevej, linjeløb – 1. plads
- 1935: Nordiske mesterskaber, landevej, enkelstart – 1. plads
- 1935: Nordiske mesterskaber, landevej, holdløb – 1. plads